# Ammodiscinae
Ammodiscinae es una subfamilia de foraminíferos bentónicos de la Familia Ammodiscidae, de la Superfamilia Ammodiscoidea, del Suborden Ammodiscina y del Orden Astrorhizida. Su rango cronoestratigráfico abarca desde el Cámbrico hasta la Actualidad.

## Discusión
Clasificaciones previas incluían Ammodiscinae en el Suborden Textulariina del Orden Textulariida.

## Clasificación
Ammodiscinae incluye a los siguientes géneros:
- Agathamminoides †
- Ammodiscoides, también considerada en la Subfamilia Turritellellinae
- Ammodiscus
- Arenoturrispirillina †, también considerada en la Subfamilia Turritellellinae
- Bifurcammina †
- Hemidiscus †
- Rectoammodiscus †
- Spirillinoides
- Spirosolenites †

Otros géneros considerados en Ammodiscinae son:
- Exseroammodiscus, de posición taxonómica incierta
- Grzybowskiella, aceptado como Ammodiscus